# Batu Marta VI
Batu Marta VI is een bestuurslaag in het regentschap Ogan Komering Ulu van de provincie Zuid-Sumatra, Indonesië. Batu Marta VI telt 4270 inwoners (volkstelling 2010).